# Ingolfsland Station
Ingolfsland Station (Ingolfsland stasjon) var en jernbanestation på Rjukanbanen, der lå i den østlige del af Rjukan by i Tinn kommune i Norge.
Stationen blev oprettet som holdeplads 30. januar 1913 og opgraderet til station 1. maj 1916. Fra oprettelsen i 1913 kørte der lokaltog i form af arbejdertog kaldet "Skift-trikken" mellem Rjukan og Ingolfsland. Da Tveito blev oprettet 13. marts 1916, blev de forlænget dertil. Lokaltogene blev indstillet 1. april 1957. Stationen blev nedgraderet til trinbræt 1. maj 1969, og året efter, 1. maj 1970, blev persontrafikken på banen indstillet. Stationen blev nedlagt sammen med banen 5. juli 1991.
I 1915 blev der opført en billetkiosk på stationen, der formentligt blev revet ned i 1921, da der opførtes en stationsbygning tegnet af Thorvald Astrup. Stationsbygningen er nu solgt fra til private.